# Husky Stadion
A Husky Stadion (hivatalos nevén Alaska Airlines Field at Husky Stadium) a Washington Huskies amerikaifutball-stadionja a Washington állambeli Seattle-ben.
A létesítmény 1920-ban nyílt meg.

## Története
Az eredetileg harmincezer fő befogadására alkalmas létesítményt a Puget Sound Bridge and Dredging Company építette a Denny Sportpálya kiváltására. Az amerikaifutball-csapat a stadiont az 1920-as szezonban vehette használatba.
1936-ban a lelátókat tízezer hellyel bővítették. 1943-ban harmincötezer ember részvételével bombariadó-gyakorlatot tartottak, ahol a seattle-i tűzoltóság bemutatta, a lakosság hogyan reagáljon légitámadás esetén. Az első fedett lelátórész 1950-ben készült el, ez 15 ezerrel bővítette a kapacitást.
1987-ben az északi lelátó 13 ezer székkel bővült. Az építtető és a munkások közti hiányos kommunikáció miatt az ideiglenes tartókábeleket túl korán vágták el, ezáltal az építmény összedőlt. Személyi sérülés nem történt, azonban jelentős anyagi kár keletkezett.
Az 1990-es Jóakarat játékok elsődleges helyszíne a Hec Edmudson Aréna mellett a Husky Stadion volt. Miután a Kingdome stadion teteje beomlott, a Seattle Seahawks hazai mérkőzéseinek egy részét itt játszotta (később a mai CenturyLink Fieldbe költöztek).
A korábban murvás felületet 1938-ban természetes gyepre cserélték. A létesítmény 1968-ban az országban az elsők között kapott AstroTurf mesterséges műfüvet, amelyet 1977-ben, 1987-ben és 1995-ben cseréltek, 2000-ben pedig a FieldTurffel váltották ki. Az új felületnek jobb a vízelvezető-képessége és nagyobb a kopásállósága is. A cserét Paul Allen, a Seattle Seahawks tulajdonosa finanszírozta; a játékosoknak annyira megtetszett az új burkolat, hogy a CenturyLink Fielden a természetes fű helyett FieldTurföt telepítettek. A Husky Stadion új burkolatát először 2009-ben javították.
2015. szeptember 3-án egy 41 millió dolláros szerződés értelmében a stadion tíz évre felvette az Alaska Airlines légitársaság nevét.

### „Hullámzás”
Egyesek szerint a Husky Stadion első mexikói hulláma Dave Hunter trombitás vezényletével zajlott, mások szerint azonban az Robb Weller szurkolásvezető nevéhez fűződik, akinek tervei szerint a hallgatók soronként, alulról felfelé haladva kapcsolódtak volna be.

### Zajszint
Mivel a lelátó székeinek 70%-a a hangokat visszaverő fémtetők alatt található, a létesítmény az USA legnagyobb zajszintű stadionja. Ha a szurkolók lábaikkal dübörögni kezdenek, a közvetítőkamerák megremeghetnek.
Az ESPN mérése szerint az 1992. szeptember 19-ei mérkőzésen a zajszint 133,6 decibel volt, amely meghaladja a fájdalomküszöb értékét (130 decibel).

### Felújítás
Az időjárás miatt az évtizedek alatt több statikai probléma is jelentkezett, így 2011 novemberében 261 millió dollár értékben felújításba kezdtek; ezalatt a hazai mérkőzések helyszíne a CenturyLink Field volt.
A VIP-lelátók kiépítése miatt a stadion kapacitása 72 500-ról 70 138-ra csökkent, azonban zajszintje nem változott.

## Vízi megközelíthetőség
A létesítmény a Washington-tavon is megközelíthető. A vízpart és a stadion között ingajáratok közlekednek.

## NFL-mérkőzések
A Seattle Seahawks-éra előtt a stadionban 12 NFL-mérkőzést játszottak (ebből hatot a San Francisco 49ers); a New York Giants, a Los Angeles Rams, a Cleveland Browns és az Chicago/St. Louis Cardinals is járt itt.
Az 1970-es NFL-szezont követően felmerült, hogy a Buffalo Bills székhelyét leromlott állapotú sportlétesítményéből (War Memorial Stadium) a Huskyba teszi át.

## Fordítás
- Ez a szócikk részben vagy egészben  a   Husky Stadium című angol Wikipédia-szócikk ezen változatának fordításán alapul.  Az eredeti cikk szerkesztőit annak laptörténete sorolja fel. Ez a jelzés csupán a megfogalmazás eredetét és a szerzői jogokat jelzi, nem szolgál a cikkben szereplő információk forrásmegjelöléseként.